# Coolatai
Coolatai är en ort i Australien. Den ligger i kommunen Gwydir och delstaten New South Wales, i den sydöstra delen av landet, omkring 510 kilometer norr om delstatshuvudstaden Sydney. Antalet invånare är 183.
Trakten runt Coolatai är nära nog obefolkad, med mindre än två invånare per kvadratkilometer..
Omgivningarna runt Coolatai är i huvudsak ett öppet busklandskap. Genomsnittlig årsnederbörd är 797 millimeter. Den regnigaste månaden är januari, med i genomsnitt 139 mm nederbörd, och den torraste är oktober, med 29 mm nederbörd.